# Amerinus linearis
Amerinus linearis är en skalbaggsart som beskrevs av Leconte 1863. Amerinus linearis ingår i släktet Amerinus och familjen jordlöpare. Inga underarter finns listade i Catalogue of Life.